# Éolienne sans pales
Ne doit pas être confondu avec turbovoile.
Une éolienne sans pales est un dispositif permettant la production d’énergie électrique, à partir de l'énergie éolienne, qui se caractérise par une absence du système rotatif présent sur une éolienne « classique ».
Ces éoliennes sont peu puissantes mais leur faible impact environnemental, tant visuel que sur l'avifaune, permet de les multiplier.

## Principe de fonctionnement
L'éolienne consiste en un mât vertical cylindrique qui, exposé au vent, oscille sous l'effet de l'écoulement aérodynamique dissymétrique autour du mât. Le cylindre contient une tige métallique reliée à un alternateur[pas clair], qui convertit l'énergie du vent en électricité.
Une étude de 2025 identifie la configuration optimale de ce type d'éolienne : diamètre du mât : 0,65 m, hauteur : 0,8 m, ce qui permet d'atteindre une puissance unitaire par mât de 460 watts (non optimale mais préservant la tenue structurale du mât).

## Intérêt
Le but principal de ces modèles est de réduire les nuisances exercées sur la faune sauvage, plus particulièrement l'avifaune et l'humain grâce à la plage des fréquences sonores émises, situées principalement hors du spectre auditif humain.

## Principales marques

### Saphonian
Un prototype d'éolienne sans pales a été conçu au sein de l'entreprise tunisienne Saphon Energy,. Le système capte une partie de l'énergie cinétique du vent au moyen d'une voile oscillante pour la transformer en énergie mécanique, qui peut être stockée en électricité à l'aide de pistons générateurs de pression hydraulique[pas clair]. Le stockage de l’énergie est jugé possible par l’intermédiaire d’un accumulateur hydraulique,.
L’obtention d’un brevet international en 2013, a permis à l’entreprise d’obtenir la collaboration d’une banque indienne pour mettre en place un contrat pour l’installation d’un parc éolien composé de 50 saphoniennes fournissant une énergie de 20 kWh chacune. Cependant, cette technologie ets critiquée car elle ne respecte pas les principes thermodynamiques.
En 2015, Saphonian reçoit le « Gulfstream Navigator Award », qui récompense les entreprises présentant un impact positif sur la santé, l’environnement et l’économie.

### Vortex Bladeless
Un autre prototype a été développé par Vortex bladeless. L'objectif est de créer une éolienne avec un générateur de 1 mégawatt pour une hauteur de plus de 150 mètres. Deux prototypes de vortex de 4 et 6 mètres de hauteur ont été testés afin de vérifier leurs performances à moyen terme, quelques mois ont suffi pour éditer un bilan. Il semble que le seul et unique défaut du Vortex réside dans le fait qu’il produit environ 30 % d’énergie en moins que les éoliennes classiques.
D'après leur site Internet, les prototypes utilisent les tourbillons d’air,. En effet, ils sont habituellement, une véritable contrainte pour les structures provoquant de fortes vibrations qui peuvent les abîmer. Les matériaux utilisés sont très proches de ceux utilisés pour les éoliennes conventionnelles.
Les essais initiaux montrent que le vortex fonctionne à moins de 20 hertz, ce qui signifie qu'il est silencieux. Pour des vents ayant une vitesse de 16 m/s, la tour oscillait à environ 4 hertz. En cas de vents forts, un système de synchronisation dans le contrôleur modifie la fréquence de résonance naturelle dans la structure,.
La startup déclare que ce projet permettrait de réduire de 53 % des coûts de construction, de 51 % ceux de fonctionnement, de 80 % des coûts de maintenance, de 40 % des émissions de CO2 et que l’énergie produite aurait un coût inférieur de 40 %.
En 2015, deux prototypes ont été testés en conditions réelles, avec des résultats mitigés : le modèle produit de l'énergie avec un rendement 30 % inférieur à des éoliennes conventionnelles. Selon David Suriol, un des inventeurs de l'éolienne, ce défaut serait compensé par le gain de place occasionné par la taille réduite de la machine.

### Windbelt
L'entreprise Windbelt a développé une éolienne qui s'articule autour de deux principes de base : « l'Aero elastic Flutter » et l’induction électromagnétique. En 2007, ce système était encore en stade de prototype.

### Turbines Challenergy Magnus
En mai 2011, Atsushi Shimizu dépose un brevet et fonde la société Challenergy pour développer son éolienne « Typhoon turbines », qui doit utiliser l'énergie des ouragans et tempêtes tropicales,.
L’éolienne « typhoon turbines » utilise l’effet Magnus.
Les trois cylindres positionnés autour d’un axe vertical utilisent cet effet pour entrer en rotation, ce qui entraîne à son tour la rotation de tout le système. L’effet Magnus permet de réaliser un niveau type de contrôle sur les pales de la turbine. La vitesse de rotation de la turbine peut être régulée en régulant la vitesse de rotation des cylindres. Ceci permet d’éviter une rotation trop forte lors de vents violents et ainsi d’éviter l’endommagement de la structure et de son moteur. Ainsi, la production d’électricité pourrait être continue, même en cas de cyclone,,,.
En 2021, seules 2 installations pilotes ont été testées pour le modèle Magnus.

### À pales de rotor en H
Développé en Suisse par Roman Bühler, cet aérogénérateur à pales de rotor en H à axe tournant vertical peut alimenter deux immeubles en courant électrique. Il alimente, entre autres, la centrale logistique de Migros à Gossau.